# Штаде (район)
Штаде (нем. Stade) — район в Германии. Центр района — Ганзейский город Штаде. Район входит в землю Нижняя Саксония. Занимает площадь 1265,99 км². Население — 196 475 чел. Плотность населения — 155,2 человек/км².
Официальный код района — 03 3 59.
Район подразделяется на 40 общин.

## Города и общины
1. Букстехуде (38 081)
2. Дрохтерзен (12 257)
3. Йорк (11 879)
4. Штаде (45 790)

Управление Апензен
1. Апензен (3 007)
2. Бекдорф (2 495)
3. Зауэнзик (2 252)

Управление Фреденбек
1. Дайнсте (2 204)
2. Фреденбек (5 829)
3. Кутенхольц (4 944)

Управление Харзефельд
1. Алерштедт (5 024)
2. Баргштедт (2 102)
3. Брест (842)
4. Харзефельд (12 304)

Управление Химмельпфортен
1. Дюденбюттель (912)
2. Энгельшоф (760)
3. Гроссенвёрден (494)
4. Хамма (2 874)
5. Химмельпфортен (4 856)

Управление Хорнебург
1. Агатенбург (1 107)
2. Блидерсдорф (1 660)
3. Доллерн (1 706)
4. Хорнебург (5 575)
5. Ноттенсдорф (1 434)

Управление Люэ
1. Грюнендайх (2 038)
2. Гудерхандфиртель (1 255)
3. Холлерн-Твиленфлет (3 357)
4. Миттельнкирхен (981)
5. Нойенкирхен (795)
6. Штайнкирхен (1 697)

Управление Нордкединген
1. Балье (1 116)
2. Фрайбург (1 881)
3. Круммендайх (478)
4. Эдеркварт (1 216)
5. Вишхафен (3 069)

Управление Ольдендорф
1. Бурвег (997)
2. Эсторф (1 520)
3. Хайнбоккель (1 571)
4. Краненбург (766)
5. Ольдендорф (2 892)